# Одесский зоопарк
Одесский зоопарк — научно-исследовательское и культурно-образовательное учреждение в городе Одесса, является объектом природно-заповедного фонда Украины общегосударственного значения.
Основные задачи зоопарка:
- формирование и содержание коллекций животных;
- сохранения и воспроизводства животных в искусственных условиях, в первую очередь тех, которые исчезают — редких, занесенных в Красную книгу Украины и международные Красные списки;
- реинтродукция разведённых в неволе животных в природную среду;
- проведение научно-исследовательских работ;
- проведение учебно-воспитательной и культурно-образовательной деятельности в области экологии, охраны природы, этологии, зоологии, охотничьего хозяйства и животноводства;
- осуществление различных форм культурного обслуживания, создание надлежащих условий отдыха населения, сохраняя благоприятные условия содержания животных.

## История зоопарка
Идея создания зоопарка в Одессе возникла в 1889 г., когда был сделан чертеж и план «Зверинца на Полицейской улице у обрыва», однако воплотить в жизнь этот план не удалось. Следующий шаг к созданию зоопарка был предпринят в 1914 г. — создан проект его постройки на территории ботанического сада, одобренный городской Думой, но начавшаяся Первая мировая война, а затем гражданская война помешали этим планам.
Только в 1922 году началось строительство зоопарка в Одессе на Приморском бульваре, в районе нижнего сада Воронцовского дворца. Главная заслуга в организации первого зоопарка в Одессе принадлежит одному из руководителей общества «Югоклимат» Генриху Владимировичу Бейзерту. Несмотря на большую подготовительную работу, из-за недостаточного финансирования и фактически непригодной территории для удовлетворительного размещения животных, городскими властями было принято решение зоосад закрыть.
В декабре 1927 г. был объявлен всесоюзный конкурс на проект зоопарка в Одессе. Сразу три проекта были приняты в качестве основы строительства будущего зоопарка. Строительство зоопарка по Аркадийской дороге было начато в 1929 г. Городские власти планировали ввести часть зоопарка в эксплуатацию в течение 1930 г. Общество «Югоклимат» уже собрало коллекцию животных для будущего зоопарка. Но и этот проект не был осуществлен. О нём напоминает только сохранившееся название прилегающей улицы — Зоопарковая.
Несмотря на все трудности, Г. В. Бейзерт продолжал неутомимо действовать. В 1933 году ему поручается руководство отделением 4-го госзверинца на рынке «Привоз». Само учреждение принадлежало Госцирку, который несколько лет размещал свой зверинец в горсаду, а затем и на территории Привоза. В это время в Одессе по решению советских властей уничтожалось I Христианское кладбище. В конце 1930-х годов на территории бывшего кладбища появился парк Ильича и зоопарк. После длительного нахождения в форме передвижной выставки животных, в 1938 году зоопарк обрёл стационарное размещение около «Привоза» на Новощепном ряду, где располагается и сейчас.
Единственным архивным документом, подтверждающим открытие зоопарка на новом месте по ул. Новощепной ряд, 25 стал доклад директора зоопарка Г. Бейзерта на заседании исполкома Ильичевского районного Совета трудящихся 16 марта 1945 года, в котором он сообщал, что «Одесский зоопарк был организован на территории Ильичевского парка в 1937 году», причем без бюджетных ассигнований, и «работал на хозрасчете».
В 1992 году зоологический парк получил статус заповедной территории общегосударственного значения и вошел в состав природно-заповедного фонда Украины. При зоологическом парке функционирует акватеррариум. Научная специализация зоопарка — «Редкие и исчезающие животные юга Украины».

## Директора
- Беляков Игорь Владимирович
- Антонин Тилле